# Зиссерман, Арнольд Львович
Арнольд Львович Зиссерман (нем. Arnold Sissermann; 23 ноября [5 декабря] 1824, Каменец-Подольский — 4 [16] сентября 1897, сельцо Лутовиново под Тулой) — полковник кавалерии, военный историк Кавказа и мемуарист.

## Биография
Арнольд Зиссерман родился 23 ноября (5 декабря) 1824 года в городе Каменец-Подольский Подольской губернии, где его отец, выходец из Германии Лев Зиссерман (1803—1882), служил военным врачом.
С юности Арнольд увлекался произведениями А. А. Бестужева (Марлинского), в особенности его рассказами о Кавказе, и мечтал попасть в эти края. В возрасте 17 лет он послал прошение тифлисскому губернатору о принятии его на службу в его ведомство. Тифлис был тогда столицей всего Закавказья и ставкой Кавказского наместника. Через полгода прошение юноши было принято, и он был вызван на службу.

«Мне было 17 лет, когда, живя в одном из губернских городов, я в первый раз прочитал некоторые сочинения Марлинского… Чтение это родило во мне мысль бросить все и лететь на Кавказ, в эту обетованную землю, с ее грозной природой, воинственными обитателями, чудными женщинами, поэтическим небом, вечно покрытыми снегами горами и прочими прелестями, неминуемо воспламеняющими воображение…».
— А. Л. Зиссерман
В 1842 году 18-летний Арнольд Зиссерман поступил на гражданскую службу письмоводителем в Кавказской палате государственных имуществ в Тифлисе. В 1844 году Арнольд устроился письмоводителем у начальника Тушино-Пшаво-Хевсурского округа в Тионетах (на север от Тифлиса, по направлению к Главному Кавказскому хребту).
В 1849 году поступил на военную службу и по особому Высочайшему повелению был переименован в корнеты. Служил в разных частях кавказских войск. Участвовал в Табасаранском походе, взятии Гуниба, в закубанских походах в составе Адагумского отряда и других экспедициях против горцев. Был ранен в руку и потерял слух. В чине подполковника с 3 марта 1860 года, полковника — с 16 октября 1863 года. Прослужил в гражданских и воинских чинах на Кавказе 25 лет. В 1867 году вышел в отставку.
В 1889 году, желая уйти на покой в деревню, приобрёл в Тульской губернии, при сельце Лутовиново усадьбу с землёй в 289 десятин. Его соседом по имению был Лев Николаевич Толстой.
4 (16) сентября 1897 Зиссерман погиб в результате несчастного случая во время рубки деревьев у себя в имении. Буквально за несколько минут до смертельного удара, его сын просил быть осторожнее, на что Зиссерман ответил, что он

…много пережил действительно опасных рубок леса [имеются в виду вырубки лесов на Кавказе] и потому не боится, и не верит в опасность для себя в таком деле.— Некролог. Русский архив, 1897, Вып. 10.

## Награды
- знак отличия военного ордена (1845)
- орден Святой Анны 4-й степени с надписью «За храбрость» (1852)
- орден Святой Анны 3-й степени с бантом (1853)
- орден Святого Станислава 2-й степени с мечами (1857)
- орден Святой Анны 2-й степени с мечами (1859)
- императорская корона к ордену Св. Анны 2-й ст. (1861)

## Память
- Именем Арнольда Зиссермана назван хутор Зиссермановский.